# Клін-над-Бодрогом
Клін-над-Бодрогом (словац. Klin nad Bodrogom) — село в окрузі Требишів Кошицького краю Словаччини. Площа села 3,65 км². Станом на 31 грудня 2016 року в селі проживало 205 жителів.

## Історія
Перші згадки про село датуються 1378 роком.

## Населення
| Рік:            | 1994. | 2004.   | 2014.   | 2024.    |
| --------------- | ----- | ------- | ------- | -------- |
| Кількість осіб: | 206   | 194     | 212     | 185      |
| Різниця:        |       | -5,82 % | +9,27 % | -12,73 % |

| Рік:            | 2023. | 2024. |
| --------------- | ----- | ----- |
| Кількість осіб: | 185   | 185   |
| Різниця:        |       | +0 %  |